# Roberto II delfino d'Alvernia
Roberto d'Alvernia, in francese Robert Ier Dauphin (comte de Clermont) (1200 circa – 12 aprile 1262) fu conte di Clermont e di Montferrand e Delfino d'Alvernia dal 1240 fino alla sua morte.

## Origine
Roberto era l'unico figlio maschio del Delfino d'Alvernia, Conte di Clermont e di Montferrand, Guglielmo II e della sua prima moglie, Ughetta di Chamalières, come conferma lo storico, chierico, canonista e bibliotecario francese, Étienne Baluze), figlia di Guglielmo, signore di Chamalières e della moglie, come ci viene confermato da un documento, datato 1196, delle Preuves de l'Histoire généalogique de la maison d'Auvergne, Uga quondam filia W. de Camaleria uxor W. filii Delphini; sempre il Baluze, a conferma che la madre fu Ughetta di Chamalières ci informa che, nel 1248, Roberto viene definito signore di Chamalières.
Guglielmo II d'Alvernia era il figlio maschio primogenito del Delfino d'Alvernia, Delfino o Roberto I d'Alvernia e della moglie, Guglielmina di Comborn (secondo lo storico, chierico, canonista e bibliotecario francese, Étienne Baluze, alcuni la confondono con Ughetta o Hguette di Chamalières), contessa di Montferrand (oggi quartiere di Clermont Ferrand), figlia di Archambaud V, visconte di Comborn, e Jourdaine di Périgord.

## Biografia
Nel 1225, Roberto, assieme al nonno, Delfino, Delfino d'Alvernia, ed al cugino Guglielmo X d'Alvernia (W. filium comitis Guidonis de Alvernia et Delfinum Clari Montis et R. nepotem eius) siglarono un trattato col re d'Inghilterra, Enrico III, come viene ricordato nel Patent Rolls Henry III 1215-1225.
Tra il 1229 ed il 1230, Roberto, sempre assieme al nonno, Delfino (Delfinus comes Claromontis et ego Rotbertus, filius Willelmi comitis Claromontis filii eiusdem Delfini) confermò con un documento la sua fedeltà al nuovo re di Francia, Luigi IX il Santo, come ci viene confermato dal documento n° 2038 delle Layettes du Trésor des Chartes, Volume 2.
Subito dopo, anche suo padre,  Guglielmo (Guillelmus comes Claromontis, filius Delfini) confermò con un altro documento la sua fedeltà al nuovo re di Francia, Luigi IX il Santo, come ci viene confermato dal documento n° 2039 delle Layettes du Trésor des Chartes, Volume 2.
Suo padre, Guglielmo morì verso il 1240; in un documento delle Preuves de l'Histoire généalogique de la maison d'Auvergne del 1241, riferendosi alla sua terza moglie, Filippa, la definisce vedova di Guglielmo (Philippam relictam nobilis viri Guillelmi quondam comitis Claromontensis); Roberto, unico figlio maschio, gli succedette.
Anche Roberto divenuto Delfino, secondo il Dauphin et Dauphiné en Dauphiné en Auvergne et en Forez, Dauphins d'Avergne, continuò a definirsi Conte di Clermont (Rotbertus comes Claromontis); nel documento delle Preuves de l'Histoire généalogique de la maison d'Auvergne, tome 2, datato 1248, inerente ad una donazione fatta con la moglie, Alice ed il figlio, Roberto, si definisce Rotbertus dominus Camaleriæ comes Claromontis et Alays uxor eius et Rotbertus filius eorum.
Solo dopo il 1250 si attribuì il titolo di Delfino; infatti nei suoi due testamenti si definisce Rotbertus Dalphini comes Claromontensis.
Nel 1262, Roberto redasse due testamenti:
- il primo, nel mese di marzo, dove designa suo erede, il figlio maschio primogenito, Roberto, e definisce la spartizione dei suoi averi tra gli eredi[13]
- il secondo, circa un mese dopo, in aprile, dove conferma come suo erede Roberto, e definisce la spartizione dei suoi averi tra gli eredi[14].

Roberto morì in quello stesso mese di aprile del 1262 e gli succedette il figlio, Roberto.

## Matrimonio e discendenza
Roberto, secondo il Baluze aveva sposato Alice di Ventadour, figlia del visconte di Ventadour, Ebles e della sua seconda moglie, Maria di Turenna; Alice viene citata assieme al marito ed al figlio Roberto, nel documento di donazione del 1248 (Rotbertus dominus Camaleriæ comes Claromontis et Alays uxor eius et Rotbertus filius eorum). Alice era al suo secondo matrimonio, avendo sposato in prime nozze, Guglielmo di Mercœur, figlio di Béraud, signore di Mercœur e di Alice di Chamalières.
Da Alice Roberto ebbe sei figli:
- Roberto[12] († 1282), Delfino d'Alvernia e Conte di Clermont[15]
- Ugo († 1309), citato nei testamenti paterni[13][14]
- Mata († dopo il 1262), citata nel primo testamento paterno[13], aveva sposato Gerardo di Rossiglione († 1263), signore d'Anjo, come risulta da un documento del 1262[18]
- Alice († dopo il 1262), citata nel secondo testamento paterno, assieme al marito Eustachio IV signore di Montboissier[14]
- Adelaide († dopo il 1262), citata nel primo testamento paterno[13]
- Delfina († dopo il 1262), citata nel primo testamento paterno[13].

### Fonti primarie
- (LA)  Baluze, Preuves de l'Histoire généalogique de la maison d'Auvergne, tome 2.
- (LA)  Preuves de l'Histoire généalogique de la maison d'Auvergne.
- (LA)  Patent Rolls Henry III 1215-1225, Volume 1.
- (LA)  Layettes du Trésor des Chartes, Volume 2.

### Letteratura storiografica
- (FR)  Dauphin et Dauphiné en Dauphiné en Auvergne et en Forez, Dauphins d'Avergne.
- (FR)  Baluze, Histoire généalogique de la maison d'Auvergne, tome 1.
- (FR)  Histoire généalogique de la maison d'Auvergne, justifiée par chartes, titres.